# Галина Фокіна
Галина Фокіна (нар. 17 січня 1984) — колишня російська тенісистка.
Найвищу одиночну позицію світового рейтингу — 168 місце досягла 27 травня 2002, парну — 79 місце — 22 квітня 2002 року.
Здобула 11 одиночних та 24 парні титули туру ITF.
Найвищим досягненням на турнірах Великого шолома було 2 коло в парному розряді.
Завершила кар'єру 2013 року.

## Фінали турнірів WTA

### Парний розряд: 1 (1 поразка)
| Перемога - Легенда |
| ------------------ |
| Великий Шлем (0–0) |
| Tier I (0–0)       |
| Tier II (0–0)      |
| Tier III (0–0)     |
| Tier IV & V (0–1)  |

| Результат | Дата           | Турнір                    | Покриття | Партнерка | Суперниці                      | Рахунок  |
| --------- | -------------- | ------------------------- | -------- | --------- | ------------------------------ | -------- |
| Поразка   | 16 червня 2002 | Tashkent Open, Узбекистан | Тверде   | Мія Буріч | Тетяна Перебийніс Тетяна Пучек | 5–7, 2–6 |

## Фінали ITF

### Одиночний розряд (11–5)
| Легенда          |
| ---------------- |
| турніри $100,000 |
| турніри $75,000  |
| турніри $50,000  |
| турніри $25,000  |
| турніри $10,000  |

| Результат | Ранг | Дата              | Місце                            | Покриття   | Суперниця                | Рахунок        |
| --------- | ---- | ----------------- | -------------------------------- | ---------- | ------------------------ | -------------- |
| Поразка   | 1.   | 10 лютого 2002    | Редбрідж (боро), Велика Британія | Тверде (i) | Зузана Ондрашкова        | 7–5, 2–6, 5–7  |
| Поразка   | 2.   | 9 лютого 2003     | Доха, Катар                      | Тверде     | Аурелія Місевічуйте      | 4–6, 6–4, 4–6  |
| Перемога  | 1.   | 6 грудня 2004     | Каїр, Єгипет                     | Ґрунт      | Полін Пармантьє          | 6–4, 6–3       |
| Поразка   | 3.   | 20 березня 2005   | Каїр, Єгипет                     | Ґрунт      | Моніка Нікулеску         | 4–6, 2–6       |
| Перемога  | 2.   | 20 листопада 2005 | Гіза, Єгипет                     | Ґрунт      | Биляна Павлова-Димитрова | 6–2, 7–5       |
| Перемога  | 3.   | 4 грудня 2005     | Гіза, Єгипет                     | Ґрунт      | Штефані Гайднер          | 6–2, 6–4       |
| Перемога  | 4.   | 19 березня 2006   | Каїр, Єгипет                     | Ґрунт      | Сільвія Дісдері          | 7–5, 6–3       |
| Перемога  | 5.   | 2 квітня 2006     | Каїр, Єгипет                     | Ґрунт      | Коріна Кордуняну         | 5–7, 6–4, 6–1  |
| Перемога  | 6.   | 3 грудня 2006     | Каїр, Єгипет                     | Ґрунт      | Емілі Баке               | 6–2, 7–6(10–8) |
| Поразка   | 4.   | 17 березня 2007   | Каїр, Єгипет                     | Ґрунт (i)  | Анамарія Сере            | 6–3, 3–6, 3–6  |
| Перемога  | 7.   | 25 березня 2007   | Каїр, Єгипет                     | Ґрунт (i)  | Мішелль Герардс          | 6–2, 6–2       |
| Перемога  | 8.   | 1 квітня 2007     | Каїр, Єгипет                     | Ґрунт      | Оксана Каришкова         | 3–6, 6–3, 7–5  |
| Перемога  | 9.   | 15 березня 2009   | Гіза, Єгипет                     | Ґрунт      | Оксана Калашникова       | 6–4, 6–2       |
| Перемога  | 10.  | 17 травня 2009    | Аїн Сохна, Єгипет                | Ґрунт      | Лаура Поус Тіо           | 7–6(7–2), 7–5  |
| Поразка   | 5.   | 21 червня 2009    | Стамбул, Туреччина               | Тверде     | Чагла Бююкакчай          | 2–6, 3–6       |
| Перемога  | 11.  | 25 липня 2009     | Касабланка, Марокко              | Ґрунт      | Ліза Сабіно              | 6–1, 6–2       |

### Парний розряд (24–12)
| Результат | Ранг | Дата              | Місце                        | Покриття   | Партнерка                       | Суперниці                                 | Рахунок               |
| --------- | ---- | ----------------- | ---------------------------- | ---------- | ------------------------------- | ----------------------------------------- | --------------------- |
| Перемога  | 1.   | 24 вересня 2000   | Москва, Росія                | Килим (i)  | Раїса Гуревич                   | Дар'я Кустова Олександра Зеркалова        | 6–1, 6–0              |
| Перемога  | 2.   | 26 травня 2001    | Гімарайнш, Португалія        | Тверде     | Ванесса Менга                   | Ленка Ценкова Магдалена Зденовкова        | 6–2, 6–1              |
| Перемога  | 3.   | 21 липня 2001     | Модена, Італія               | Ґрунт      | Надія Островська                | Еухенія Чіальво Кончіта Мартінес Гранадос | 6–3, 6–2              |
| Перемога  | 4.   | 18 листопада 2001 | Ступава, Словаччина          | Тверде (i) | Естер Мольнар                   | Петра Цетковська Лібуше Прушова           | 6–3, 6–4              |
| Поразка   | 1.   | 16 лютого 2002    | Саттон, Велика Британія      | Тверде (i) | Марет Ані                       | Сільвія Плішке Драгана Зарич              | 5–7, 3–6              |
| Перемога  | 5.   | 20 липня 2002     | Модена, Італія               | Ґрунт      | Юліана Федак                    | Хісела Дулко Кончіта Мартінес Гранадос    | 6–1, 6–3              |
| Перемога  | 6.   | 8 лютого 2003     | Доха, Катар                  | Тверде     | Гульнара Фаттахетдінова         | Адріана Барна Скарлетт Вернер             | 6–4, 6–3              |
| Перемога  | 7.   | 30 березня 2003   | Санкт-Петербург, Росія       | Тверде (i) | Гульнара Фаттахетдінова         | Ірина Буликіна Олена Яришко               | 6–0, 6–3              |
| Поразка   | 2.   | 7 квітня 2003     | Дінан (Кот-д'Армор), Франція | Ґрунт (i)  | Гульнара Фаттахетдінова         | Габріела Хмелінова Міхаела Паштікова      | 6–1, 2–6, 3–6         |
| Перемога  | 8.   | 14 червня 2003    | Марсель, Франція             | Ґрунт      | Юліана Федак                    | Андрея Ехрітт-Ванк Рената Ворачова        | 6–4, 6–7(3–7), 6–3    |
| Поразка   | 3.   | 28 вересня 2003   | Батумі, Грузія               | Тверде     | Гульнара Фаттахетдінова         | Дар'я Кустова Олена Татаркова             | 6–1, 1–6, 2–6         |
| Перемога  | 9.   | 4 липня 2004      | Орбетелло, Італія            | Ґрунт      | Альона Бондаренко               | Андрея Ехрітт-Ванк Юліана Федак           | 6–7(5–7), 6–2, 7–5    |
| Перемога  | 10.  | 25 липня 2004     | Інсбрук, Австрія             | Ґрунт      | Бондаренко Альона Володимирівна | Станіслава Грозенська Ленка Немечкова     | 6–2, 6–4              |
| Перемога  | 11.  | 26 вересня 2004   | Батумі, Грузія               | Тверде     | Бондаренко Альона Володимирівна | Анна Бастрікова Ірина Коткіна             | 6–2, 6–2              |
| Поразка   | 4.   | 27 листопада 2004 | Каїр, Єгипет                 | Ґрунт      | Раїса Гуревич                   | Петра Цетковська Полін Пармантьє          | 4–6, 2–6              |
| Поразка   | 5.   | 4 грудня 2004     | Каїр, Єгипет                 | Ґрунт      | Раїса Гуревич                   | Катарина Мишич Драгана Зарич              | 5–7, 4–6              |
| Поразка   | 6.   | 11 грудня 2004    | Каїр, Єгипет                 | Ґрунт      | Раїса Гуревич                   | Катарина Мишич Драгана Зарич              | 2–6, 2–6              |
| Перемога  | 12.  | 2 квітня 2005     | Каїр, Єгипет                 | Ґрунт      | Раїса Гуревич                   | Катерина Херт Марина Хоменко              | 6–2, 6–1              |
| Перемога  | 13.  | 19 листопада 2005 | Гіза, Єгипет                 | Ґрунт      | Раїса Гуревич                   | Лізан дю Плессі Леоні Мекел               | 6–3, 6–1              |
| Перемога  | 14.  | 22 листопада 2005 | Гіза, Єгипет                 | Ґрунт      | Раїса Гуревич                   | Емілія Дезідеріо Штефані Гайднер          | 6–4, 6–3              |
| Перемога  | 15.  | 3 грудня 2005     | Гіза, Єгипет                 | Ґрунт      | Раїса Гуревич                   | Леноре Лазарою Биляна Павлова-Димитрова   | 6–3, 7–5              |
| Перемога  | 16.  | 1 квітня 2006     | Каїр, Єгипет                 | Ґрунт      | Раїса Гуревич                   | Лаура Йоана Андрей Vojislava Lukic        | 7–6(7–2), 5–7, 6–4    |
| Перемога  | 17.  | 24 березня 2007   | Каїр, Єгипет                 | Ґрунт (i)  | Еліна Гасанова                  | Анна Флоріс Валентіна Сульпіціо           | 7–5, 6–1              |
| Перемога  | 18.  | 31 березня 2007   | Каїр, Єгипет                 | Ґрунт      | Ясмін Хамза                     | Лаура Йоана Андрей Антонія Ксенія Тоут    | 6–0, 2–6, 6–1         |
| Перемога  | 19.  | 15 березня 2008   | Каїр, Єгипет                 | Ґрунт      | Оксана Калашникова              | Олена Чалова Інна Соколова                | 6–4, 6–2              |
| Перемога  | 20.  | 29 березня 2008   | Каїр, Єгипет                 | Ґрунт      | Оксана Калашникова              | Анна Савицька Бібіана Схофс               | 7–6(7–4), 6–4         |
| Перемога  | 21.  | 14 березня 2009   | Гіза, Єгипет                 | Ґрунт      | Альона Сотникова                | Сандра Заневська Бібіана Схофс            | 6–4, 3–6, [10–8]      |
| Поразка   | 7.   | 16 травня 2009    | Ain Sokhna, Єгипет           | Ґрунт      | Анна Моргіна                    | Ясмін Ебада Лаура Поус Тіо                | 4–6, 6–2, [5–10]      |
| Поразка   | 8.   | 23 травня 2009    | Ain Sokhna, Єгипет           | Ґрунт      | Моргіна Анна Олександрівна      | Анна Бражнікова Валерія Савіних           | 6–3, 3–6, [6–10]      |
| Перемога  | 22.  | 20 червня 2009    | Стамбул, Туреччина           | Тверде     | Моргіна Анна Олександрівна      | Чагла Бююкакчай Пемра Озген               | 6–4, 4–6, [10–8]      |
| Перемога  | 23.  | 18 липня 2009     | Касабланка, Марокко          | Ґрунт      | Моргіна Анна Олександрівна      | Бенедетта Давато Ліза Сабіно              | 7–6(7–5), 0–6, [10–6] |
| Поразка   | 9.   | 22 листопада 2009 | Каїр, Єгипет                 | Ґрунт      | Фатіма Ан-Набхані               | Міхаела Бузернеску Лаура Торп             | 4–6, 0–6              |
| Поразка   | 10.  | 3 квітня 2010     | Каїр, Єгипет                 | Ґрунт      | Гасанова Еліна Ельшадівна       | Івета Герлова Луціє Кріґсманнова          | 4–6, 3–6              |
| Поразка   | 11.  | 22 липня 2010     | Касабланка, Марокко          | Ґрунт      | Моргіна Анна Олександрівна      | Катаріна Баранова Унс Джабір              | 3–6, 3–6              |
| Перемога  | 24.  | 4 грудня 2010     | Ain Sokhna, Єгипет           | Ґрунт      | Марина Мельникова               | Індра Бігі Ніколе Клеріко                 | 6–3, 2–6, [13–11]     |
| Поразка   | 12.  | 11 грудня 2010    | Ain Sokhna, Єгипет           | Ґрунт      | Марина Мельникова               | Софія Ковалець Шанель Сіммондс            | 1–6, 2–6              |